# دهستان کوه سفید (خاش)
دهستان کوه سفید نام دهستانی در بخش مرکزی شهرستان خاش، استان سیستان و بلوچستان در ایران است.

## جمعیت
براساس سرشماری مرکز آمار ایران در سال ۱۳۹۵، جمعیت آن ۱۳،۷۷۳ نفر (۴،۳۷۶ خانوار) بوده‌است.